# On the Threshold of a Dream
On the Threshold of a Dream (с англ. — «На пороге мечты») — четвёртый студийный альбом британской группы The Moody Blues, изданный в апреле 1969 года на лейбле Deram Records. Это третья пластинка The Moody Blues, записанная в классическом составе Хейворд—Пиндер—Лодж—Томас—Эдж, и третья работа группы с продюсером Тони Кларком.

## Об альбоме
On the Threshold of a Dream стал был первым альбомом группы, который был записан в относительно спокойной обстановке, без выкраивания времени для работы в студии между концертами. Это отчасти объясняется успехом двух предшествующих альбомов Days of Future Passed и In Search of the Lost Chord, что обеспечило группе значительное внимание со стороны звукозаписывающей компании Decca Records. Кроме того, теперь участники группы имели гораздо лучшее представление о том, чего они могут добиться в студии и стали писать песни с учетом этих возможностей. Не менее важно и то, что они только что закончили обширный тур по США (на разогреве у Cream) и многому научились в ходе концертов за предыдущий год, добившись гораздо более смелого и плотного звучания как в инструментальном, так и вокальном плане. В результате On the Threshold of a Dream стал одним из самых успешных альбомов за всё время существования группы, достиг позиции #1 в Великобритании и вошёл в «Top 20» в США. Альбом получил положительные отзывы критиков и был включен в различные списки лучших альбомов прогрессивного рока. Впоследствии неоднократно переиздавался.
Две композиции «Never Comes the Day» и «So Deep Within You» были выпущены в виде сингла, который, в отличие от самого альбома, коммерческого успеха не имел. В отличие от них, «Dear Diary» стала одной из самых популярных и узнаваемых песен группы.
В том же году группа создала свой собственный лейбл, названный Threshold Records, на котором были изданы несколько последующих альбомов.

## Список композиций

### Сторона А
1. «In the Beginning» (Graeme Edge) — 2:08
2. «Lovely to See You» (Justin Hayward) — 2:35
3. «Dear Diary» (Ray Thomas) — 3:56
4. «Send Me No Wine» (John Lodge) — 2:20
5. «To Share Our Love» (Lodge) — 2:54
6. «So Deep Within You» (Mike Pinder) — 3:07

### Сторона Б
1. «Never Comes the Day» (Hayward) — 4:43
2. «Lazy Day» (Thomas) — 2:43
3. «Are You Sitting Comfortably?» (Hayward, Thomas) — 3:29
4. «The Dream» (Edge) — 0:57
5. «Have You Heard (Part 1)» (Pinder) — 1:30
6. «The Voyage» (Pinder) — 3:58
7. «Have You Heard (Part 2)» (Pinder) — 2:32

## Участники записи
- Джастин Хейворд — вокал, акустическая гитара, электрогитара, двенадцатиструнная гитара, виолончель
- Джон Лодж — вокал, бас-гитара, виолончель
- Рэй Томас — вокал, гармоника, флейта, тамбурин, флейта-пикколо, гобой
- Грэм Эдж — ударные, перкуссия, вокал, EMS VCS 3
- Майк Пиндер — вокал, меллотрон, орган Хаммонда, фортепиано, виолончель